# Phan Văn Tài Em
Phan Văn Tài Em (Long An, Vietnam, 23 de abril de 1982) es un exfutbolista y entrenador de fútbol de Vietnam que jugaba en la posición de centrocampista.

## Carrera

### Club
| Periodo   | Club               | Apariciones | Goles |
| --------- | ------------------ | ----------- | ----- |
| 2002-2011 | Long An FC         | 217         | 28    |
| 2011-2012 | Navibank Sài Gòn   | 44          | 5     |
| 2012–2013 | Sài Gòn Xuân Thành | 27          | 2     |
| 2013–2017 | Long An FC         | 88          | 6     |

### Selección nacional
Jugó para Vietnam en 55 ocasiones de 2002 a 2011 y anotó siete goles; participó en la Copa Asiática 2007 y en los Juegos Asiáticos de 2002.

## Logros

### Club
- V.League 1: 2005, 2006
- Vietnamese Super Cup: 2006
- Vietnamese National Cup: 2005, 2011, 2012
- V.League 2: 2001-02, 2012

### Selección nacional
- AFF Championship: 2008

### Individual
- Balón de Oro de Vietnam: 2005
- Mejor Jugador Joven de Vietnam: 2004